# Elaeocarpus luteolus
Elaeocarpus luteolus är en tvåhjärtbladig växtart som beskrevs av Albert Charles Smith. Elaeocarpus luteolus ingår i släktet Elaeocarpus och familjen Elaeocarpaceae. Inga underarter finns listade i Catalogue of Life.